# Teleutaea flavomaculata
Teleutaea flavomaculata là một loài tò vò trong họ Ichneumonidae.